# Сондрес (округ, Небраска)
Шаблон:StateAbbr_ 41°14′ пн. ш. 96°38′ зх. д. / 41.23° пн. ш. 96.63° зх. д.
Округ Сондрес (англ. Saunders County) — округ (графство) у штаті Небраска, США. Ідентифікатор округу 31155.

## Історія
Округ утворений 1856 року.

## Демографія
За даними перепису 
2000 року 
загальне населення округу становило 19830 осіб, зокрема міського населення було 3936, а сільського — 15894.
Серед мешканців округу чоловіків було 9869, а жінок — 9961. В окрузі було 7498 домогосподарств, 5443 родин, які мешкали в 8266 будинках.
Середній розмір родини становив 3,11.
Віковий розподіл населення поданий у таблиці:
| Стать    | До 15 років | 15-21 | 22-29 | 30-39 | 40-49 | 50-65 | 65-85 | Понад 85 |
| -------- | ----------- | ----- | ----- | ----- | ----- | ----- | ----- | -------- |
| Чоловіки | 2278        | 958   | 701   | 1466  | 1561  | 1607  | 1165  | 133      |
| Жінки    | 2234        | 848   | 686   | 1454  | 1480  | 1514  | 1417  | 328      |

## Суміжні округи
- Додж — північ
- Дуглас — схід
- Сарпі — схід
- Кесс — південний схід
- Ланкастер — південь
- Батлер — захід

## Виноски
1. ↑  US Decennial Census. US Census Bureau. Архів оригіналу за 12 травня 2015. Процитовано 11 грудня 2014.
2. ↑  Historical Census Browser. University of Virginia Library. Архів оригіналу за 11 серпня 2012. Процитовано 11 грудня 2014.
3. ↑  Population of Counties by Decennial Census: 1900 to 1990. US Census Bureau. Архів оригіналу за 27 квітня 2015. Процитовано 11 грудня 2014.
4. ↑  Census 2000 PHC-T-4. Ranking Tables for Counties: 1990 and 2000 (PDF). US Census Bureau. Архів оригіналу (PDF) за 18 грудня 2014. Процитовано 11 грудня 2014.
5. ↑  State & County QuickFacts. Бюро перепису населення США. Архів оригіналу за 18 липня 2011. Процитовано 22 вересня 2013. [Архівовано 2011-06-07 у Wayback Machine.](англ.) Наведено за англійською вікіпедією.
6. ↑  American FactFinder. Бюро перепису населення США. Архів оригіналу за 26 лютого 2012. Процитовано 31 січня 2008. [Архівовано 2008-05-21 у Wayback Machine.]

| США | Це незавершена стаття з географії США. Ви можете допомогти проєкту, виправивши або дописавши її. |